# Береза темна
Бере́за те́мна (Betula obscura А.Kotula) — дерево родини березових 9-12 м заввишки, з чорно-сірою, сірою або чорно-коричневою гладкою корою. Занесена до Червоної книги України. Центральноєвропейський вид з нез'ясованим таксономічним статусом. Таксономічна самостійність і доцільність виділення у видовому ранзі лишаються дискусійними.

## Загальна біоморфологічна характеристика
Фанерофіт. Молоді гілки вкриті залозками, або іноді трохи опушені. Листки яйцеподібні, пилчасті або двічі пилчасті, шкірясті. Квітки зібрані в сережки. Плідні сережки циліндричні, 3-4,5 см завдовжки, 0,6-0,8 см діаметром, на коротких ніжках до 1 см завдовжки, повислі. Плід горішок з плівчастими крильцями; горішки довгастоеліптичні, світло-коричневі, плоскі по краях й опуклі по центру, тверді, однонасінні; крильця разом з горішком 2,8 мм завширшки, в 1,5- 2 рази ширші від горішка. Луски 4,2-5 мм завдовжки, 3,8-4,5 мм завширшки, з клиноподібною основою, бокові лопаті округлокутасті, дещо відхилені донизу; середня лопать 1,5-2 мм завдовжки. Цвіте у квітні — травні, плодоносить у серпні — вересні. Розмножується насінням.

## Поширення
Ареал виду: зрідка в Західній, Центральній та Східній Європі.
В Україні спорадично трапляється на Прикарпатті, Поділлі, Поліссі, у Лісостепу.

## Охорона
Вид включено до Червоної книги України. Охороняється у природних заповідниках: «Розточчя», «Медобори» (філіал «Кременецькі Гори»); у пам'ятці природи «Буковинка» (Надвірнянський район Івано-Франківської області). Вирощують у Національному ботанічному саду ім. М. М. Гришка НАН України.